# Film Resource Unit
Film Resource Unit (FRU) is een onafhankelijke filmdistributeur in Johannesburg, Zuid-Afrika.

## Beschrijving
FRU werd opgericht in 1986. Als een van de weinige vertoonde het in de jaren tijdens de apartheid films die het blanke regime in Zuid-Afrika had verboden. In de loop van de jaren is het centrum uitgegroeid tot een wereldwijde distributeur van Afrikaanse films. In Zuid-Afrika zelf zet het zich in publiek te winnen voor de films van Afrikaanse bodem, om onder meer de lokaal geproduceerde films te bevorderen.

### Publiekontwikkelingsproject
Film Resource Unit voert daarnaast het publiekontwikkelingsproject uit dat uit verschillende maatschappelijke initiatieven bestaat. Dit bestaat onder meer uit het vertonen van films, voorstellingen en workshops in gebieden waar er geen toegang is tot audiovisuele media. In die gevallen ligt de nadruk op bepaalde maatschappelijke kwesties zoals huiselijk geweld, hiv en aids.
Verder zette FRU enkele Video Resource Centres op waar video's kunnen worden gekocht, gehuurd en bekeken. Daarnaast heeft het een marketing- en filmdistributieopleiding opgezet voor jonge Zuid-Afrikaanse werklozen, waarvan de uiteindelijke films worden vertoond op filmfestivals die FRU organiseert.
Voor het de uitgebreide ontwikkeling van het bedrijf vanuit het niets naar een bedrijf dat actief is op een groot aantal maatschappelijke ontwikkelingsgebieden werd Film Recource Unit in 2000 bekroond met een Prins Claus Prijs.